# 尖銳軸孔珊瑚
尖銳軸孔珊瑚（学名：Acropora aculeus）为軸孔珊瑚科軸孔珊瑚屬下的一个种。